# Deportivo Portugués
Club Deportivo Portugués – wenezuelski klub piłkarski z siedzibą w mieście Caracas.

## Osiągnięcia
- Mistrz Wenezueli (4): 1958, 1960, 1962, 1967
- Wicemistrz Wenezueli (2): 1959, 1963
- Puchar Wenezueli (Copa Venezuela) (2): 1959, 1972
- Udział w Copa Libertadores: 1968

## Historia
Pierwszy tytuł mistrza Wenezueli Portugués zdobył w 1958 roku debiutując w pierwszej lidze. W sumie wszystkie swoje tytuły mistrza i wicemistrza Wenezueli Portugués zdobył w ciągu 10 lecia 1958-1967. Rok po ostatnim tytule mistrzowskim było jeszcze wysokie trzecie miejsce, ale 7. miejsce w 1969 roku zapowiadało dla klubu chude lata. Seria dobych występów w drugiej połowie lat 70. - czwarte miejsce w 1975, trzecie w 1976 i czwarte w 1977 roku zdawały się jeszcze rokować, że mogą wrócić dla klubu dobre czasy. Później jednak było gorzej, a w 1984 roku Portugués ostatni raz zagrał w pierwszej lidze.

### Trenerzy drużyn mistrzowskich klubu Portugués
- 1958 - Orlando Fantoni
- 1960 - Javier Ferreira
- 1962 - Emilio Huguet
- 1967 - José Julián Hernández

### Królowie strzelców ligi wenezuelskiej z klubu Portugués
- 1958 - René Irazque (6 bramek)
- 1960 - José Luis Iglesias (9)
- 1963 - Aldeny Isidoro "Nino" (15)
- 1966 - J. Ratto (20)
- 1967 - João Ramos (28)
- 1968 - Raimundo Lima (21)